# Dag Otto Lauritzen
Dag Otto Lauritzen (nascido em 12 de setembro de 1956) é um ex-ciclista profissional norueguês. Nos Jogos Olímpicos de Verão de 1984 em Los Angeles, conquistou uma medalha de bronze na prova de estrada (individual). Foi o primeiro vencedor de etapa norueguês da competição Tour de France (Luz Ardiden, 1987). Em 1984, venceu o Campeonato da Noruega de Ciclismo em Estrada.